# Цвитанич, Дарио
Дари́о Цви́танич (исп. Darío Cvitanich; хорв. Dario Cvitanić; род. 16 мая 1984, Барадеро, Буэнос-Айрес) — аргентинский футболист, игравший на позиции нападающего.

## Биография

### Ранние годы
Дарио Цвитанич родился 16 мая 1984 года в аргентинском городе Барадеро, провинция Буэнос-Айрес. Его родители имели хорватское происхождение, хотя сам Дарио побывал на исторической родине лишь в 2009 году. С шестилетнего возраста Цвитанич начал играть в футбол, а в 2001 году оказался в молодёжной команде «Банфилда».

### Клубная карьера
В основном составе «Банфилда» Дарио Цвитанич дебютировал 20 октября 2003 года в матче с «Олимпо»; на тот момент Цвитаничу было 19 лет. Матч закончился гостевым поражением «Банфилда» со счётом 3:1. В дебютном сезоне на счету Дарио было четыре игры за клуб. Первый гол за «Банфилд» Цвитанич забил 3 апреля 2004 года в матче Клаусуры против клуба «Альмагро», завершившемся победой «Банфилда» 4:1.
27 апреля 2007 года Дарио забил три мяча в ворота «Ньюэллс Олд Бойз». В Кубке Либертадорес 2007 года Дарио забил за «Банфилд» два гола. В своём последнем сезоне за «Банфилд» Цвитанич провёл 16 матчей в Клаусуре 2008.
28 апреля 2008 года подписал пятилетний контракт с амстердамским «Аяксом».
В конце июня 2011 года Дарио сообщил, что главный тренер «Бока Хуниорс» хотел бы видеть его в команде, однако «Аякс» был не намерен отпускать игрока на совсем. Но в июле команды договорись об аренде Цвитанича на один сезон; 27-летний нападающий присоединился к команде 5 июля во время предсезонного сбора в бразильском городе Куритиба.
25 июля 2012 года пресс-служба французского клуба «Ницца» объявила о договорённости с «Аяксом» по переходу Цвитанича. 6 августа Дарио прошёл для клуба медицинское обследование, после которого подписал трёхлетний контракт.
В январе 2022 года вернулся в «Банфилд». Летом 2022 года объявил о завершении игровой карьеры.

### Выбор сборной
Цвитанич родился в Аргентине, но его родители имеют хорватское происхождение, после тщательного рассмотрения он в конце концов решил выступать за сборную Хорватии. Однако в итоге он так и не получил вызова в национальную сборную Хорватии.
В 2009 году, исходя из решения высших футбольных инстанций, Дарио не имеет права выступать за сборную Хорватии, так как его прадед родился на Балканах, а согласно регламенту, крайним случаем для обоснованности выступлений за какую-либо сборную может служить рождение деда (бабки) на территории данной страны. Но, судя по всему, дискуссии по этому поводу будут продолжаться, тем более сам Цвитанич заявил, что в случае вызова в сборную Аргентины, он откажется.

## Статистика выступлений
| Клуб             | Сезон            | Лига | Лига | Кубки | Кубки | Кубки Южной Америки / Еврокубки | Кубки Южной Америки / Еврокубки | Итого | Итого |
| Клуб             | Сезон            | Игры | Голы | Игры  | Голы  | Игры                            | Голы                            | Игры  | Голы  |
| ---------------- | ---------------- | ---- | ---- | ----- | ----- | ------------------------------- | ------------------------------- | ----- | ----- |
| Банфилд          | 2003/04          | 4    | 0    | 0     | 0     | 0                               | 0                               | 4     | 0     |
| Банфилд          | 2004/05          | 12   | 3    | 0     | 0     | 0                               | 0                               | 12    | 3     |
| Банфилд          | 2005/06          | 21   | 5    | 0     | 0     | 1                               | 0                               | 22    | 5     |
| Банфилд          | 2006/07          | 25   | 10   | 0     | 0     | 8                               | 2                               | 33    | 12    |
| Банфилд          | 2007/08          | 30   | 19   | 0     | 0     | 0                               | 0                               | 30    | 19    |
| Банфилд          | Итого            | 92   | 37   | 0     | 0     | 9                               | 2                               | 101   | 39    |
| Аякс             | 2008/09          | 18   | 9    | 1     | 0     | 4                               | 0                               | 23    | 9     |
| Аякс             | 2009/10          | 6    | 4    | 2     | 0     | 3                               | 0                               | 11    | 4     |
| Аякс             | 2010/11          | 6    | 0    | 1     | 0     | 1                               | 0                               | 8     | 0     |
| Аякс             | Итого            | 30   | 13   | 4     | 0     | 8                               | 0                               | 42    | 13    |
| Всего за карьеру | Всего за карьеру | 122  | 50   | 4     | 0     | 17                              | 2                               | 143   | 52    |

(откорректировано по состоянию на конец сезона 2010/11)

## Достижения
- Чемпион Аргентины (2): Апертура 2011, 2018/19
- Обладатель Кубка Аргентины (1): 2011/12
- Победитель Лиги чемпионов КОНКАКАФ (1): 2009/10
- Чемпион Нидерландов (1): 2010/11
- Финалист Кубка Либертадорес (1): 2012
- Победитель Лиги чемпионов КОНКАКАФ (1): 2009/10